# Grandi peccatori Grandi cattedrali
Grandi peccatori Grandi cattedrali è un libro dello scrittore e personaggio televisivo italiano Cesare Marchi scritto nel 1987. Il libro è stato premiato con il Premio Bancarella nel 1988.
Come precisa l'autore nell'introduzione Due parole al lettore: «Questo libro non è un trattato di storia politica né un manuale di architettura né un testo di liturgia sacra, ma un po' di tutte queste cose con in più qualcos'altro: il proposito di raccontare in forma piacevolmente divulgativa ... alcuni avvenimenti di quindici cattedrali europee. ... La storia della cattedrale aiuta a capire quella della città e viceversa. Talvolta si identificano».
Le quindici cattedrali sono divise in altrettanti capitoli in ordine alfabetico, secondo la città dove si trovano:
- Basilica di San Petronio di Bologna;[1]
- Cattedrale di Chartres;
- Cattedrale di Colonia;
- Cattedrale di Cordova;
- Cattedrale di Firenze;
- Cattedrale di Genova;
- Cattedrale di Milano;
- Cattedrale di Monreale;
- Cattedrale di Napoli;
- Cattedrale di Parigi;
- Cattedrale di Roma;
- Cattedrale di Siviglia;
- Cattedrale di Venezia;
- Basilica di San Zeno di Verona;[2]
- Cattedrale di Vienna.

## Edizioni
- Cesare Marchi, Grandi peccatori Grandi cattedrali, Milano, Rizzoli, 1988,  p. 248, ISBN 88-17-53450-1.